# Nyctimystes infrafrenatus
Espèce
Synonymes
- Hyla infrafrenata Günther, 1867
- Litoria infrafrenata (Günther, 1867)
- Calamita dolichopsis Cope, 1867
- Pelodryas militarius Ramsay, 1878
- Litoria guttata Macleay, 1878
- Hyla dolichopsis var. tenuigranulata Boettger, 1895
- Hyla dolichopsis var. pollicaris Werner, 1898
- Hyla dolichopsis var. calcarifera Vogt, 1912
- Hyla spengeli Boulenger, 1912
- Hyla trinilensis Ahl, 1929

Statut de conservation UICN

 LC  : Préoccupation mineure
Nyctimystes infrafrenatus est une espèce d'amphibiens de la famille des Pelodryadidae.
Elle est appelée grenouille géante ou rainette géante mais il ne faut pas la confondre avec la grenouille géante d'Afrique : Conraua goliath.
C'est la plus grosse rainette d'Australie et une des plus grandes du monde.

## Répartition
Cette espèce se rencontre jusqu'à 600 m d'altitude, :
- en Indonésie, sur les îles de Timor, dans les Îles Talaud, dans les Moluques et dans les basses terres de la Nouvelle-Guinée ;
- en Papouasie-Nouvelle-Guinée, dans les basses terres de la Nouvelle-Guinée, dans l'archipel d'Entrecasteaux, dans les Îles Trobriand et dans l'archipel Bismarck ;
- au Timor oriental ;
- en Australie dans le nord du Queensland, depuis le nord de Townsville jusqu'à la péninsule du cap York et au golfe de Carpentarie.

Elle a été introduite à Java.

## Description
Les mâles mesurent de 62 à 102 mm et les femelles de 73 à 140 mm. Elle est verte.
La rainette géante est essentiellement terrestre et arboricole. Elle chasse la nuit des insectes et autres invertébrés.
À la saison des amours, les rainettes descendent des arbres, s'accouplent, puis les femelles pondent dans l'eau jusqu'à 400 œufs.

## Galerie

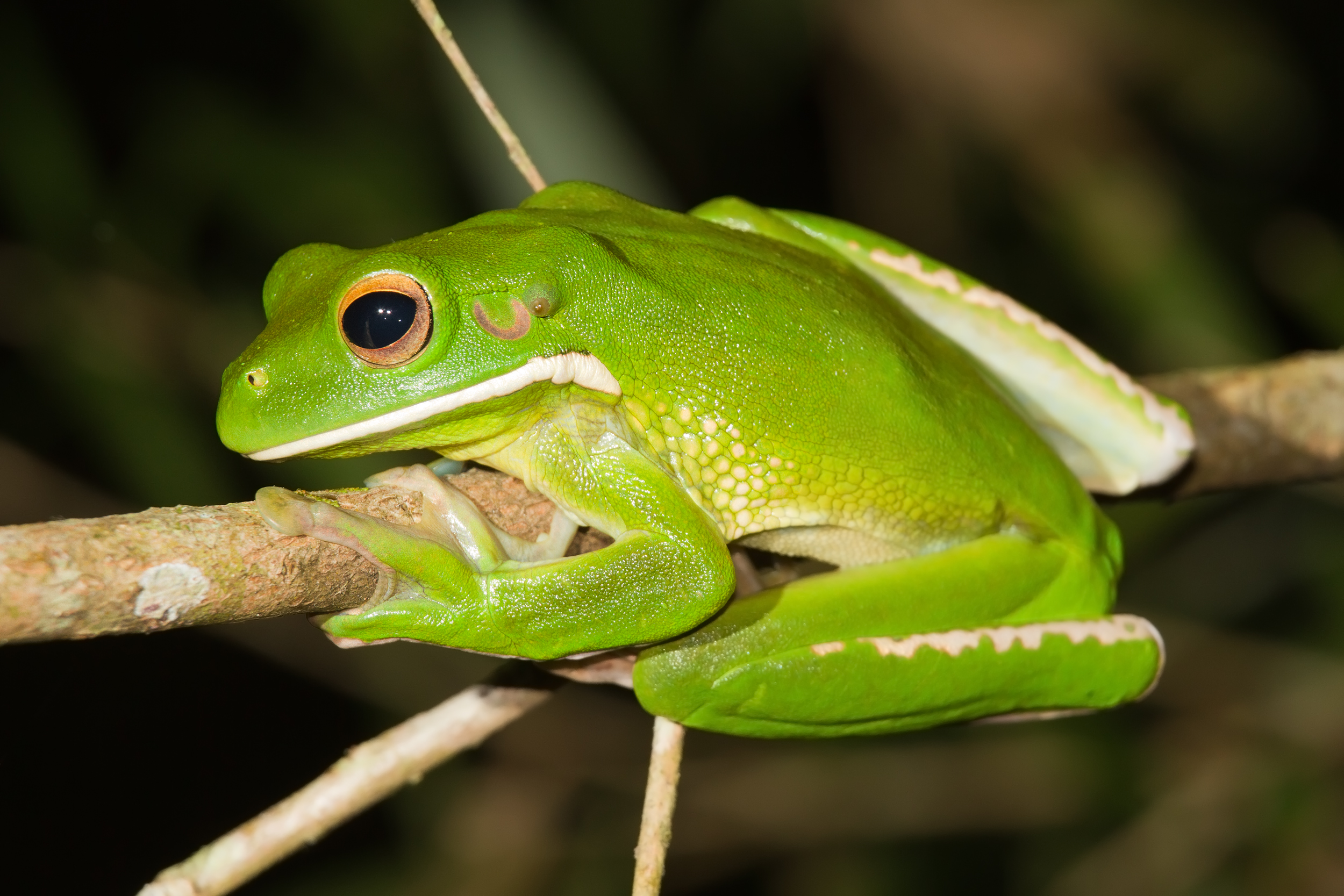
Litoria infrafrenata
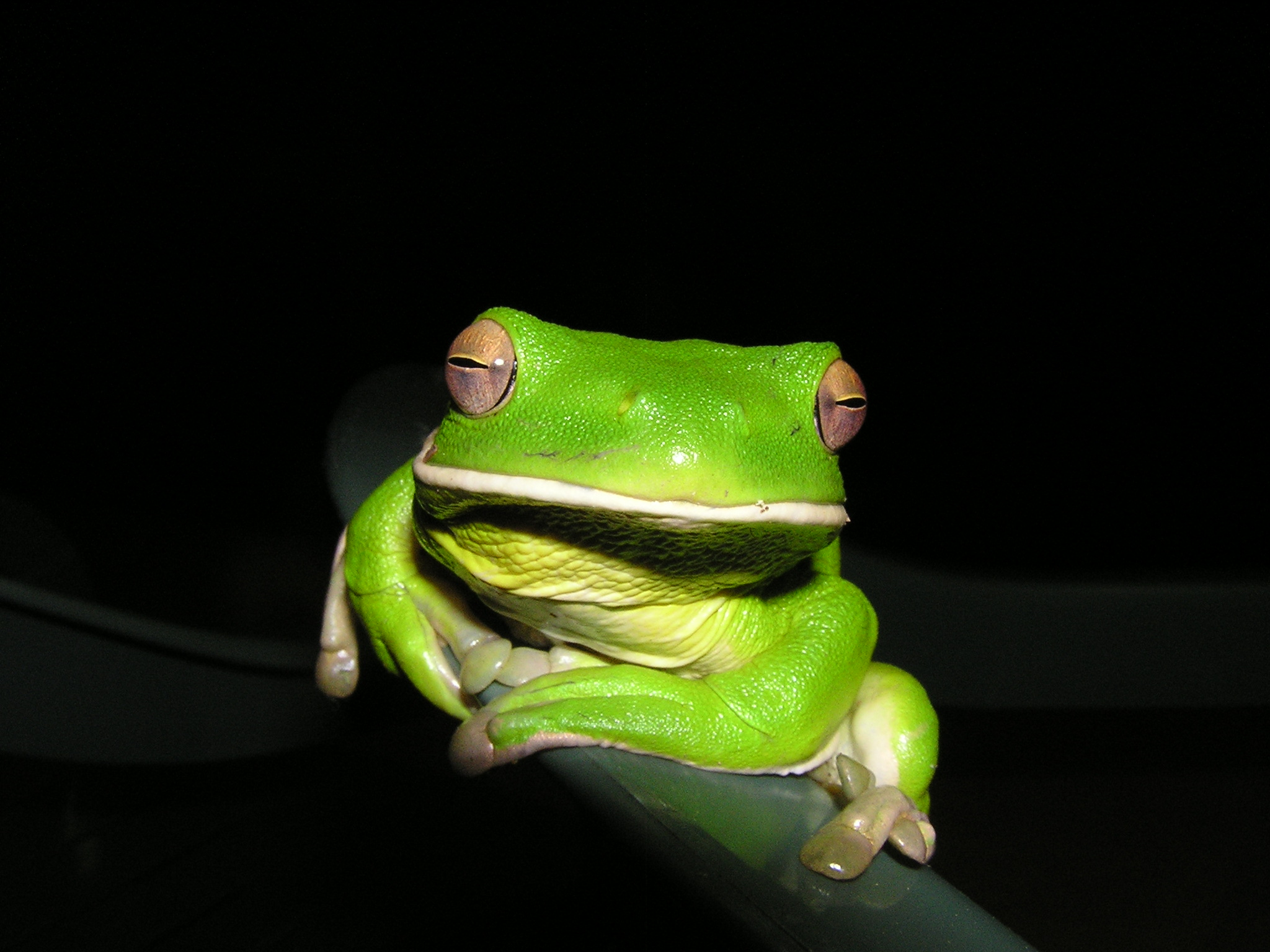
Litoria infrafrenata
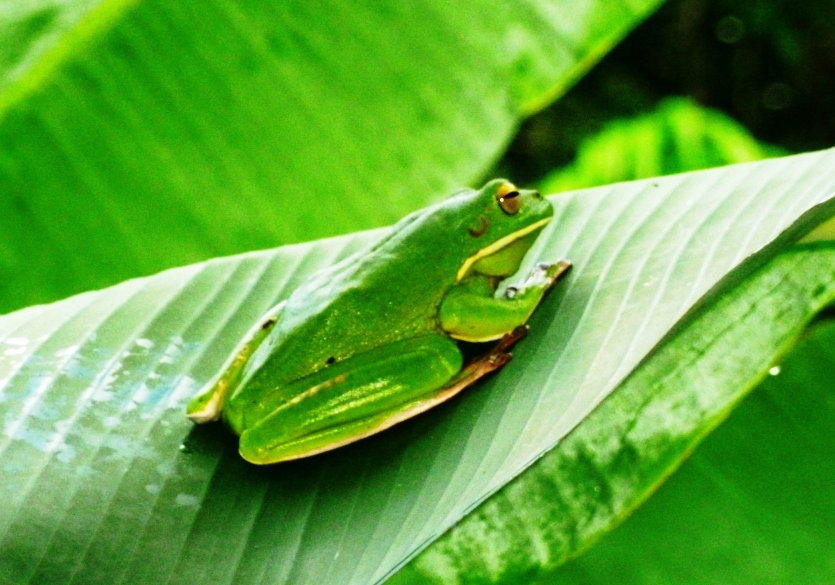
Litoria infrafrenata
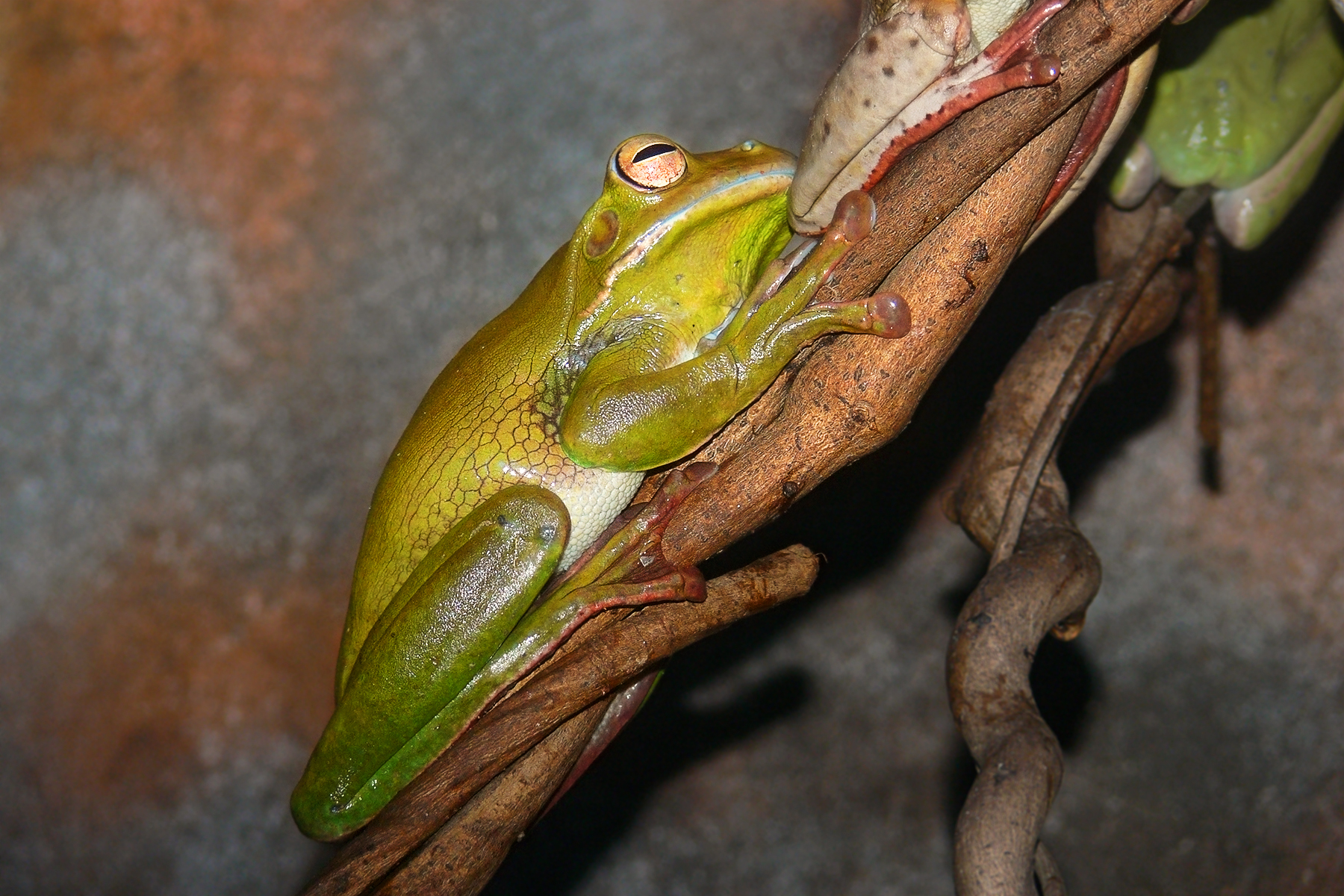
Litoria infrafrenata
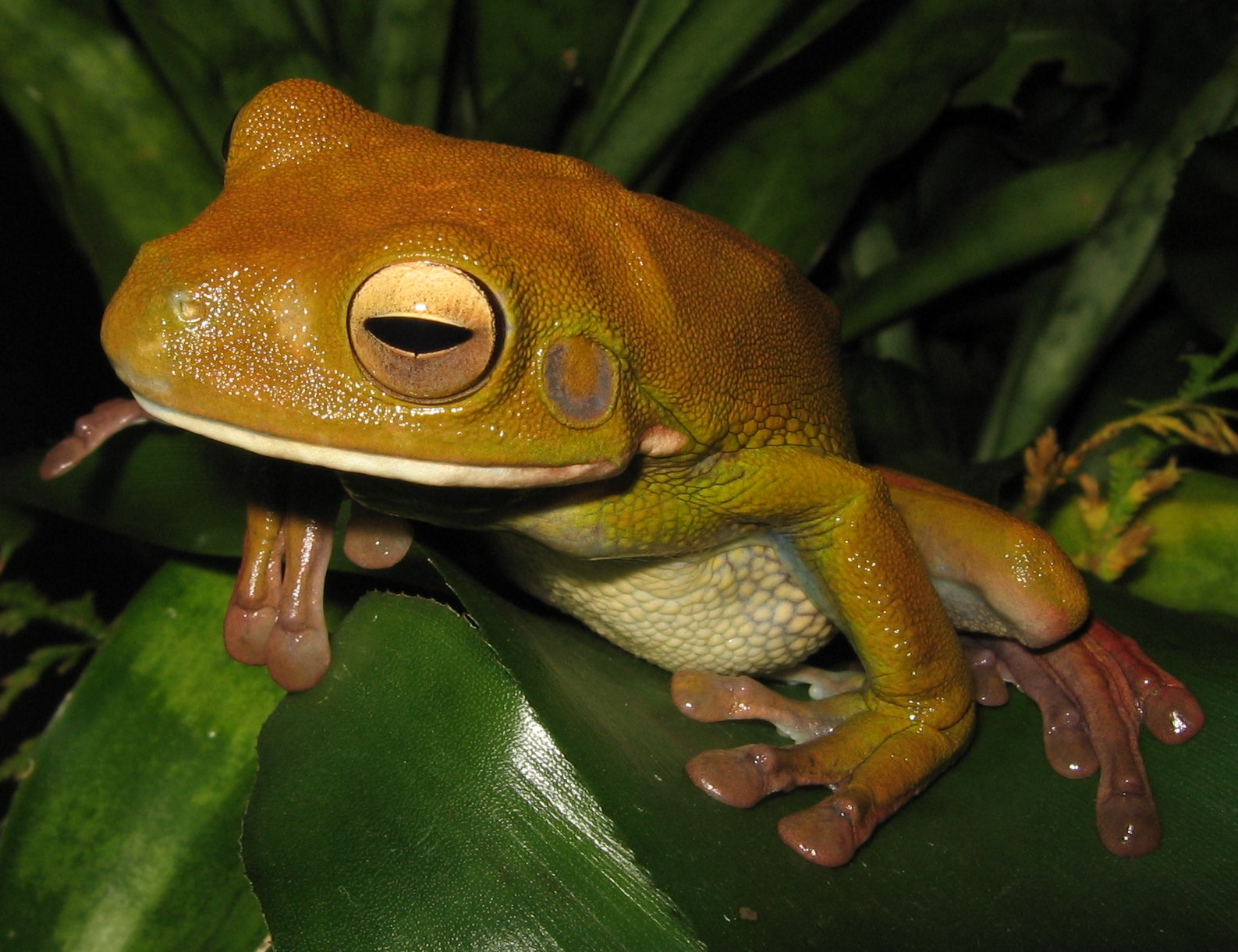
Litoria infrafrenata
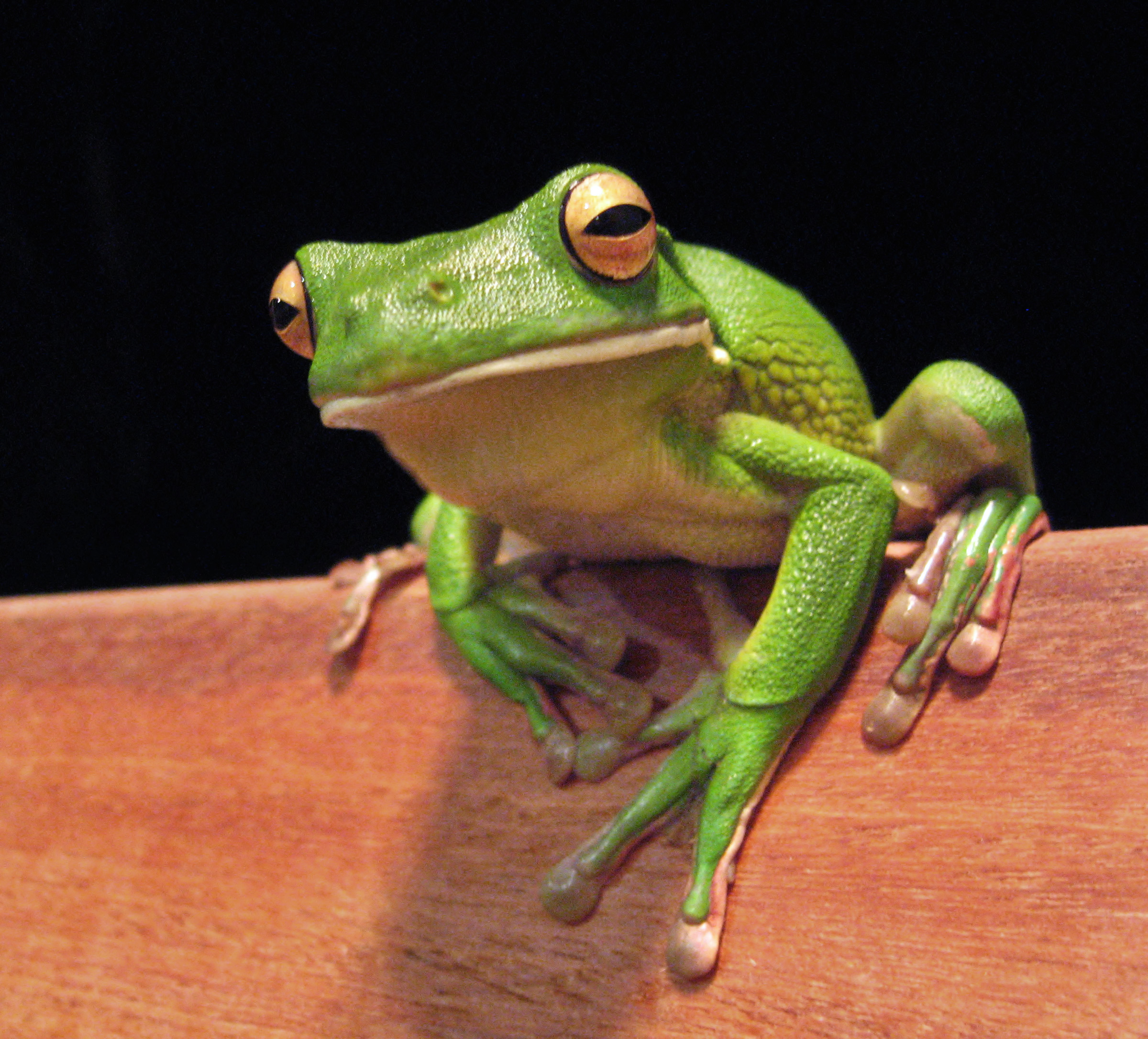
Litoria infrafrenata
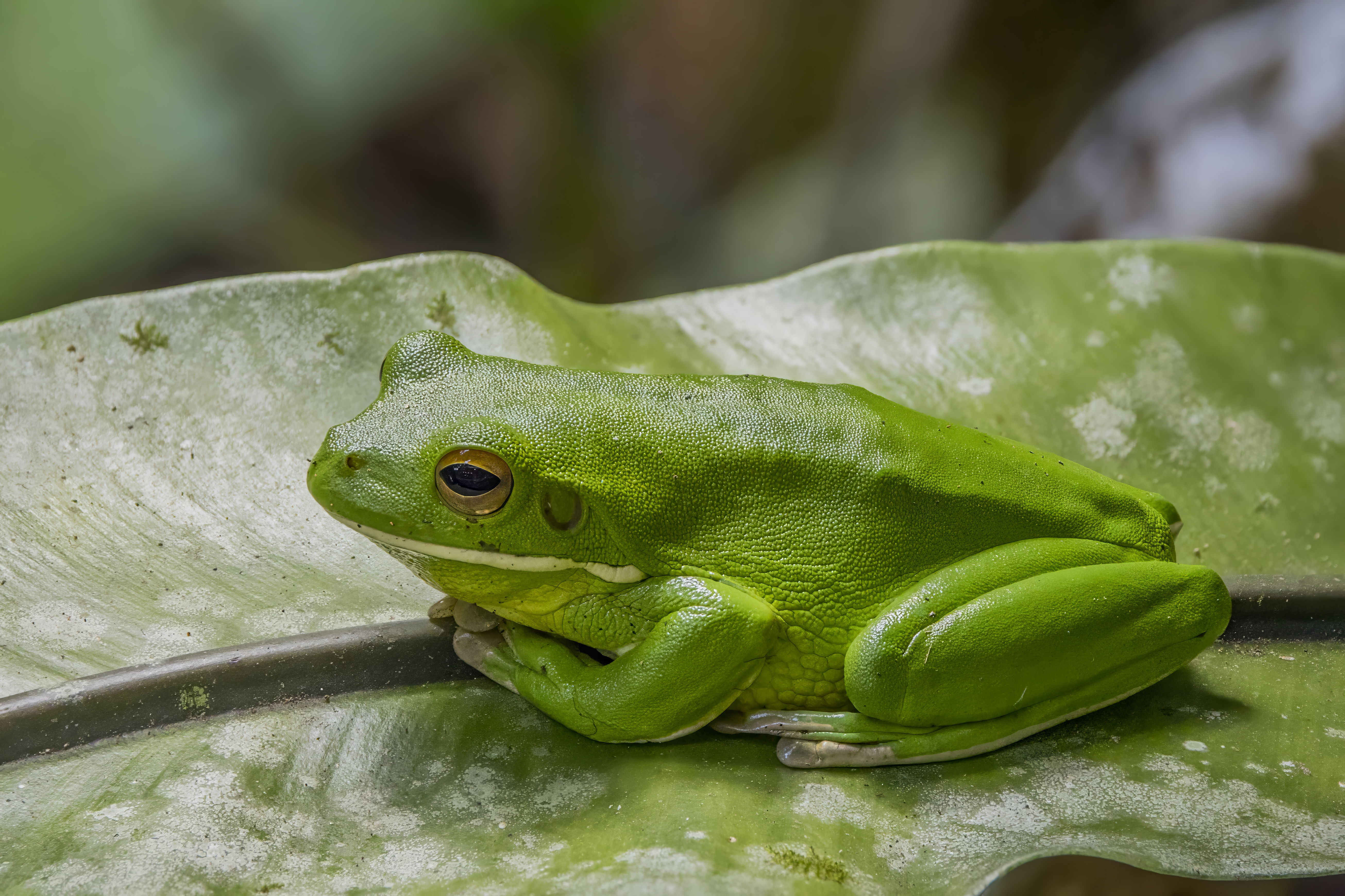
Nyctimystes infrafrenatus dans la forêt de Daintree en Australie. Novembre 2023.

## Publication originale
- Günther, 1867 : Additions to the knowledge of Australian Reptiles and Fishes. Annals and Magazine of Natural History, sér. 3, vol. 20, p. 45-68 (texte intégral).